# Синпетру-де-Кимпіє (комуна)
Синпетру-де-Кимпіє (рум. Sânpetru de Câmpie) — комуна у повіті Муреш в Румунії. До складу комуни входять такі села (дані про населення за 2002 рік):
- Бирлібаш (167 осіб)
- Димбу (607 осіб)
- Сату-Ноу (244 особи)
- Синджорджу-де-Кимпіє (428 осіб)
- Синпетру-де-Кимпіє (1086 осіб) — адміністративний центр комуни
- Тушину (649 осіб)

Комуна розташована на відстані 290 км на північний захід від Бухареста, 29 км на північний захід від Тиргу-Муреша, 50 км на схід від Клуж-Напоки.

## Населення
За даними перепису населення 2002 року у комуні проживала 3181 особа.
Національний склад населення комуни:
| Національність | Кількість осіб | Відсоток |
| -------------- | -------------- | -------- |
| румуни         | 2564           | 80,6%    |
| цигани         | 359            | 11,3%    |
| угорці         | 254            | 8,0%     |
| німці          | 4              | 0,1%     |

Рідною мовою назвали:
| Мова      | Кількість осіб | Відсоток |
| --------- | -------------- | -------- |
| румунська | 2818           | 88,6%    |
| угорська  | 183            | 5,8%     |
| циганська | 178            | 5,6%     |
| німецька  | 2              | 0,1%     |

Склад населення комуни за віросповіданням:
| Релігія        | Кількість осіб | Відсоток |
| -------------- | -------------- | -------- |
| православні    | 2832           | 89,0%    |
| реформати      | 234            | 7,4%     |
| адвентисти     | 22             | 0,7%     |
| греко-католики | 14             | 0,4%     |
| п'ятдесятники  | 13             | 0,4%     |
| римо-католики  | 4              | 0,1%     |
| бретрени       | 2              | 0,1%     |
| не релігійні   | 1              | < 0,1%   |